# Flamands (Saint-Barthélemy)
Pour les articles homonymes, voir Flamands.
Flamands est un quartier résidentiel de Saint-Barthélemy dans les Caraïbes. Il est situé dans la partie nord-ouest de l'île.

## Géographie
Flamands est un quartier discret au charme typique de Saint Barthélémy. Il est bordé d'une immense plage ourlée de sable blanc. 
La petite anse des pêcheurs est une crique naturelle aménagée et calme. Contrairement à ce que son nom indique, la pêche y est interdite car elle est considérée comme nurserie de la réserve naturelle.
La plage de l’Anse de Flamands est l'une des plus longues de Saint-Barthélemy. Tout comme le quartier, c'est un lieu tranquille, propice à la flanerie et aux promenades. Elle est bordée de collines plantées de lataniers, aux flancs desquelles s’accrochent quelques belles villas typiques et une poignée d’hôtels réputés, dont deux des plus prestigieux de l’île, le Taïwana et le Cheval Blanc St-Barth Isle de France sur le côté sud. Ses eaux cristallines turquoises s’agitent parfois avec la houle lorsque le vent fait son apparition. La plage des Flamands, sur son côté nord plus familial, devient alors un spot prisé des amateurs de cerf-volant.
Sur les  hauteurs, on peut profiter d'un panorama sur la mer et apercevoir l’île Bonhomme au large. Un peu plus loin, on peut accéder au spot de plongée de Petite-Anse, puis rejoindre un sentier pédestre pour se rendre à l'anse de Colombier,.